# Maria del Divin Cuore
Maria del Divin Cuore, al secolo Maria Droste zu Vischering (Münster, 8 settembre 1863 – Porto, 8 giugno 1899), è stata una religiosa tedesca della congregazione delle Suore di Nostra Signora della Carità del Buon Pastore.
È nota per aver promosso la consacrazione del mondo al Sacro Cuore di Gesù, effettuata da papa Leone XIII nel 1899; è stata beatificata da papa Paolo VI il 1º novembre 1975.

## Biografia

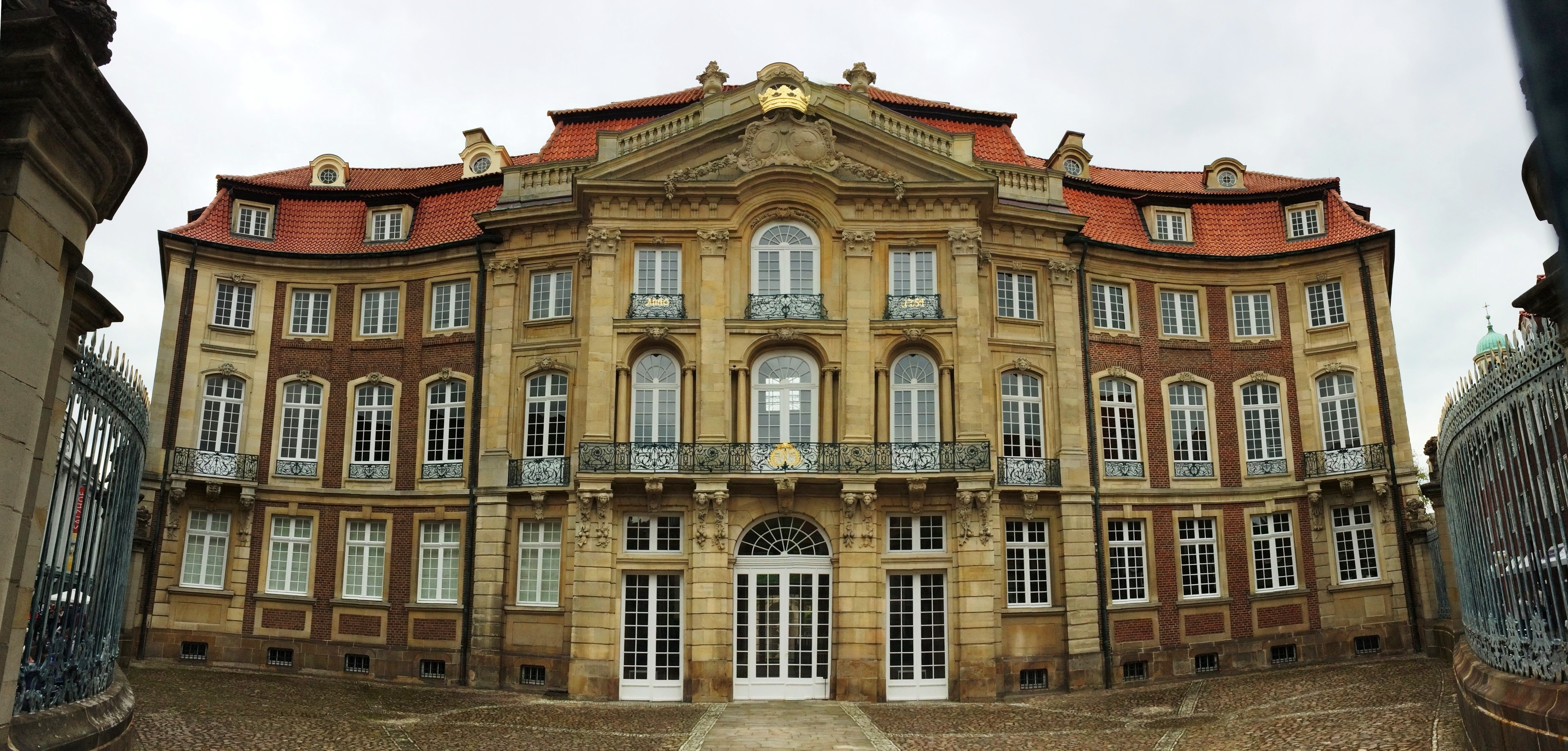
Il Palazzo Erbdrostenhof (Münster).

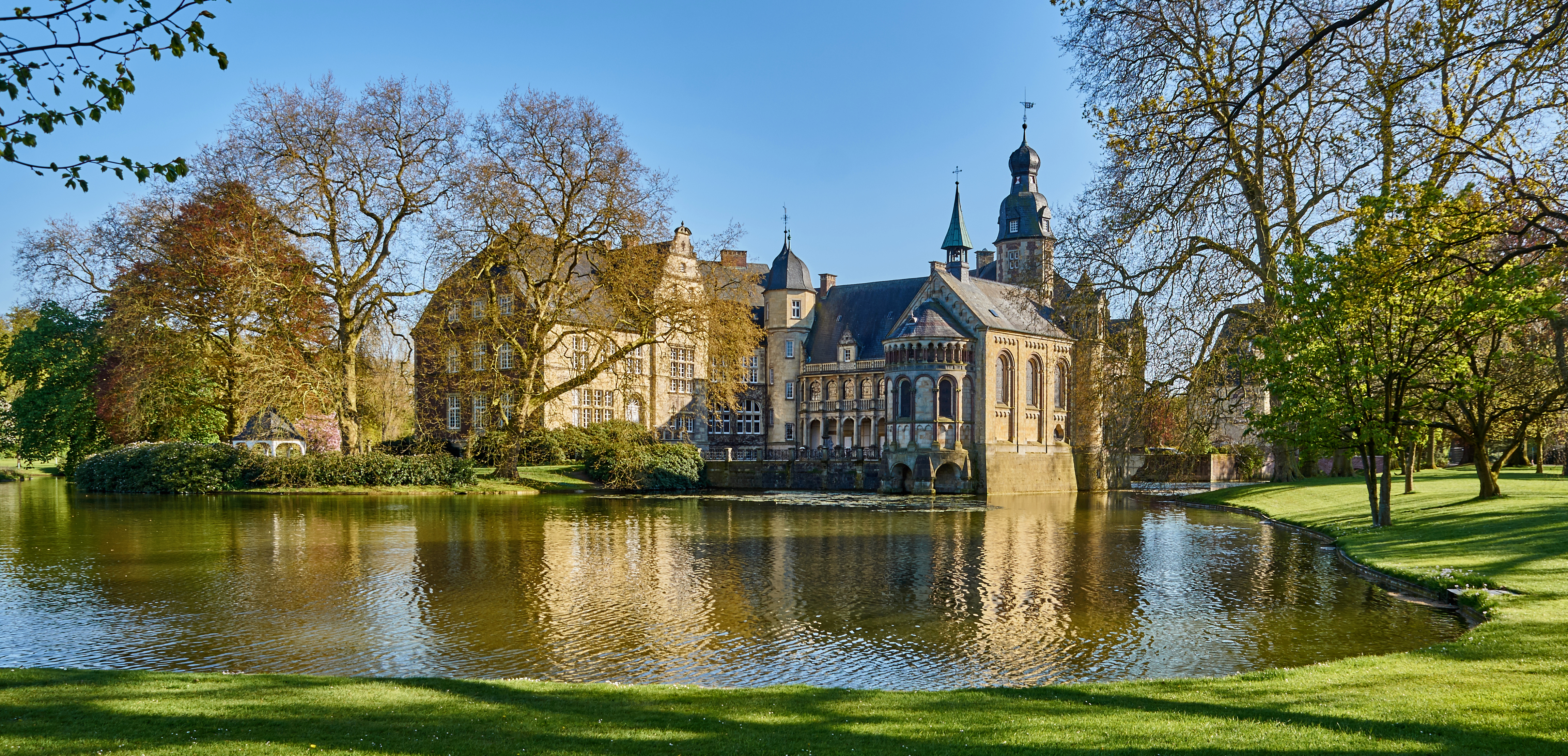
Il Castello di Darfeld (Münsterland).

Maria Anna Johanna Franziska Theresia Antonia Huberta Droste zu Vischering nacque insieme al fratello Max l'8 settembre 1863 nel palazzo Erbdrostenhof a Münster, in Germania. La sua era una delle famiglie aristocratiche più illustri della Vestfalia, benemerita per la fedeltà alla Chiesa durante la persecuzione del Kulturkampf. La bambina ricevette un'educazione all'altezza delle tradizioni nobiliari e cattoliche dei genitori.
Studiò presso le Dame del Sacro Cuore a Riedenburg e, dopo una breve esperienza tra le Suore di San Giuseppe di Chambéry e alcuni anni di volontario ritiro nel Castello di Darfeld, condusse una vita innocentissima fra pratiche di pietà e opere di carità, specialmente visitando e aiutando economicamente gli ammalati nell'ospedale fondato da suo padre. In una di queste visite incontrò una ragazza affetta da una malattia che era conseguenza di una vita troppo libera. La madre, che l'accompagnava, avrebbe voluto allontanarla da quel letto ma la figlia pensò: "Che cos'avrebbe fatto Gesù?" e, tesa la mano, abbracciò quell'infelice, sanandone in pochi giorni le piaghe spirituali.
Nacque così in lei la vocazione per la Congregazione di Nostra Signora della Carità del Buon Pastore.
Nel 1888, all'età di 25 anni, entrò nel convento delle Suore del Buon Pastore a Münster, dove, conclusa la formazione religiosa, divenne educatrice delle ragazze bisognose di speciale protezione.
Nel 1894 fu destinata alla missione del Portogallo, ove, trascorsi tre mesi di residenza nel ruolo di assistente alla Madre Superiora del Convento del Buon Pastore di Lisbona, fu nominata Madre Superiora nel Convento del Buon Pastore di Porto. Ivi rimase ininterrottamente dal maggio 1894 alla morte.
Suor Maria del Divin Cuore, vincendo quotidianamente la naturale ripugnanza per tante e svariate miserie umane, riuscì, in appena due anni, a fare del convento di Porto, trovato in condizioni materiali e morali disastrose, un convento modello, secondo lo spirito del suo istituto.

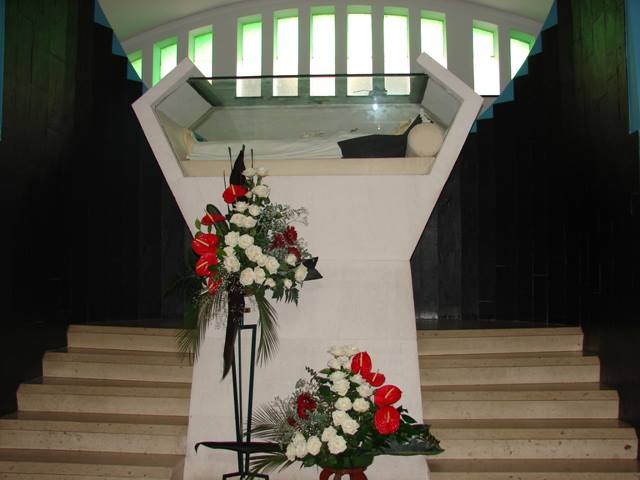
La tomba-reliquiario con le spoglie della Beata Maria del Divin Cuore nella chiesa del Sacro Cuore di Gesù a Ermesinde.

Col permesso dei superiori ottenne dai suoi familiari la sua parte d'eredità come contessa Droste zu Vischering, e la spese interamente per il risanamento del vecchio convento e la costruzione di nuovi reparti, fino a renderlo capace di accogliere oltre duecento ospiti. Il cardinale Américo Ferreira dos Santos Silva, della diocesi di Porto, seguì con plauso l'opera della giovane e capacissima madre superiora, divenuta come una madre per tutte le miserie morali di Porto.
Suor Maria del Divin Cuore fondò una casa di prevenzione per bambine bisognose di essere aiutate, guidate, educate; circondò con il suo amore chi era in particolari difficoltà personali, riportò la pace in numerose famiglie e si adoperò per legittimare innumerevoli matrimoni. La sua vita a Porto fu una testimonianza evangelica quotidiana nell'imitazione di Gesù, che curò la pecorella ferita e fortificò quella debole.

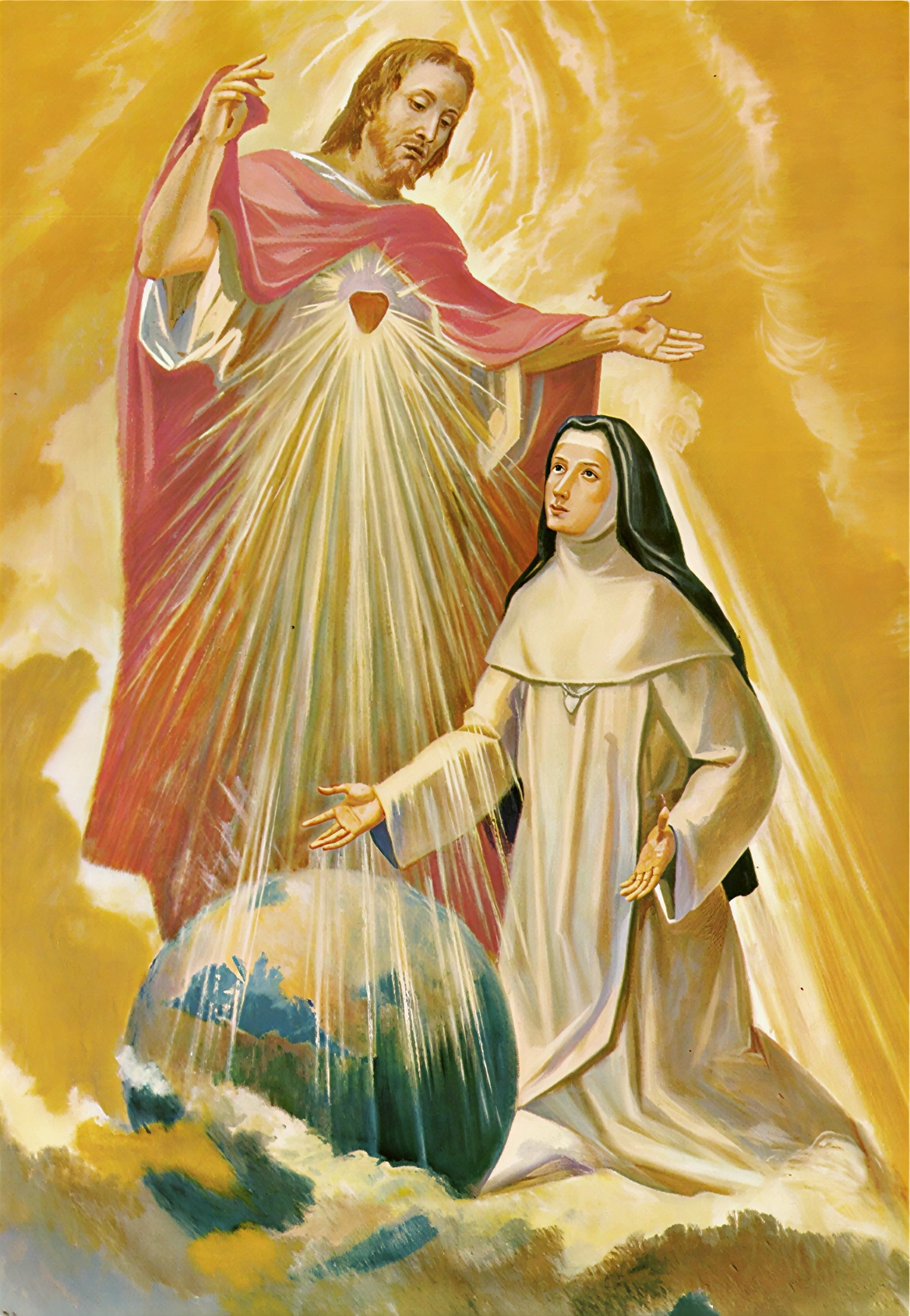
Nel dipinto, il Sacro Cuore di Gesù invia la sua grazia sul mondo per l'intercessione di suor Maria del Divin Cuore

Mentre esteriormente non trovava soste in quest'opera di carità e di evangelizzazione delle persone, interiormente si dice che fu assistita da straordinarie comunicazioni divine, con le quali le fu affidata la missione ecclesiale della consacrazione del genere umano al Sacro Cuore di Gesù. Sollecitò caldamente questa a papa Leone XIII che, premesse le dovute indagini sull'ascetica e mistica di Suor Maria del Divin Cuore, con l'Enciclica Annum Sacrum del 25 maggio 1899 prescrisse la consacrazione del mondo al Sacro Cuore l'11 giugno dello stesso anno, al chiudersi del XIX secolo e all'inizio del XX secolo.
Suor Maria del Divin Cuore, compiuta la sua duplice missione di testimonianza evangelica e di messaggera del sacro Cuore, morì a Porto l'8 giugno 1899, dopo che per tre anni era rimasta paralizzata e immobile.
Suor Maria del Divin Cuore è stata beatificata da papa Paolo VI il 1º novembre 1975, al chiudersi del terzo centenario delle rivelazioni del Sacro Cuore a Margherita Maria Alacoque, alla quale si affianca come apostola della misericordia del Divin Cuore.

## Il culto
La sua causa di canonizzazione fu introdotta nel 1941; dichiarata venerabile nel 1964, è stata proclamata beata da papa Paolo VI il 1º novembre 1975.
Il corpo della beata Maria del Divin Cuore, ancora incorrotto, è esposto alla pubblica venerazione nella chiesa del Sacro Cuore di Gesù in Ermesinde, nel nord del Portogallo. Una sua reliquia è esposta nel santuario di Cristo Re in Almada.
Il suo elogio si legge nel martirologio romano all'8 giugno.